# Milan Jorge Dimitri
Milan Jorge Dimitri (Buenos Aires, 3 de fevereiro de 1913 - Florida (Buenos Aires), 2 de fevereiro de 1994) foi um engenheiro agrônomo e botânico argentino.

## Biografia
Era filho de pai austríaco e mãe itáliana, mudando-se em 1915 para Punta Arenas, Chile, onde efetuou seus estudos primários e secundários em Colégios Salesianos.
Voltou para a Argentina e a família se radicou em Concordia, Entre Ríos. Foi para Buenos Aires onde se empregou como ajudante técnico, de 1937 a 1943, no "Laboratorio de Botânica C. Spegazzini" do "Ministerio de Agricultura e Pecuária da Nação". Ali apaixonopu-se  pela botânica, e participa com  Enrique Clos herborizando e descrevendo as árvores e arbustos da cidade de Buenos Aires.
Em 1941 publica "Razones climáticas de la distribución geográfica del mandarino en la R. Argentina", como miscelânea do mencionado Laboratorio. Torna-se aluno da Faculdade de Agronomia e Veterinária da Universidade de Buenos Aires, onde obtem seu título de engenheiro agrônomo em  1943.
Foi chefe da "Divisão Sistemática" do "Instituto de Botânica Agrícola" do MAG da Nação, de 1943 a 1953, assessor botânico da Academia Nacional de Medicina de 1943 a 1945;  Diretor de "Proteção da Natureza em Parques Nacionais" de 1953 a 1969, com intensa atividade na formação de um herbário das floras dos parques nacionais argentinos e na fundação da Escola de Guardaparques.
Em 1955 inicia a carreira de docente universitario, sendo ajudante, logo Chefe de Trabalhos Práticos de Microscopia na Cátedra de Botânica da Facultade de Agronomia e Veterinaria, dirigida pelo botânico Lorenzo R. Parodi. De 1961 a 1978 foi Professor Titular da Cátedra de Morfologia e Sistemática Vegetal da Facultade de Agronomia da Universidade Nacional de La Plata, posteriormente Decano e Professor Emérito.
De 1979 a 1983 foi reitor da Universidade Nacional de Río Cuarto dando impulso as atividades acadêmicas e a organização do Campus Universitario, ajudando a fundar em 1981 a "Escola de Postgrado".
Também foi Decano Fundador da Faculdade de Agronomia da Universidade de Morón e "Assessor Científico" na Faculdade de Agronomia de Azul (Buenos Aires) e, ainda, pesquisador do CONICET na Cátedra de Dasonomía da Facultade de Agronomia da UBA.
Publicou 140 títulos, especialmente em Dendrologia. Colaborou nos capítulos de "Las Plantas Cultivadas en la Argentina", publicados pelo Instituto de Botânica do Ministerio de Agricultura da Nação; e "La Región de los Bosques Andino patagónicos, Sinopsis General", editado pelo Instituto Nacional de Tecnologia Agropecuaria (INTA), valiosa  obra de enorme informação. Foi participante na "Enciclopedia Argentina de Agricultura e Jardinagem" fundada por L.R. Parodi, descrevendo 180 famílias botânicas, e encarregado das 2ª e 3ª edições, aumentadas e corregidas pelo naturalista Burkart. 
Com o livro "Los Eucaliptos en la Silvicultura", em coautoría ccom o engenheiro agrônomo Héctor Mangieri, recebeu o Prêmio de Ciências Holmberg, em 1961.

## Outros livros
- Mangieri, HR; MJ Dimitri. 1961. Los eucaliptos en la silvicultura. Ed. Acme. 226 pp.
- Dimitri, MJ. 1972. La región de los bosques andino-patagónicos. INTA. 281 pp.
- ----; IR Volkart de Hualde. 1974. La Flora arbórea del Parque Nacional Iguazú. 180 pp. Anales de Parques Nacionales. t. 12.
- ----. El nuevo libro del árbol : Especies forestales de la Argentina occidental. Tomo I. Ed. El Ateneo. 120 pp.
- ----; Orfila, NE. 2000. Tratado de morfología y sistemática vegetal. Ed. Acme. 489 pp. ISBN 950-565-375-1
- ----. 2000. El nuevo libro del árbol : Especies forestales de la Argentina oriental. Tomo II.  Ed. El Ateneo. 124 pp.

## Homenagens
- Recebeu o Prêmio Atwood, pela "VIIIª Reunión Panamericana de Consulta Geográfica 1969", pelo Cap. V, Parques Nacionais da obra "Argentina Suma de Geografía", tomo V, 1960.
- Segundo Prêmio Nacional de Ciências 1966,  Direção de Cultura da Nação
- Menção Especial dessa Direção "La Región de los bosques andino patagónicos. Río Negro", em "Anales de Parques Nacionales Tomo IX, 1962"
- Prêmio Vida Silvestre.
- Bolsista na Fundação Guggenheim em 1962, de estudos em "Colorado State University de Fort Collins", sobre processos de sucessão vegetal em bosques montanhosos, com artigos sobre "Recursos Naturales Renovables y Degradación Ambiental" em "Anales de Parques Nacionales", "New Zeland J. Bot.", "Anales Instituto de la Patagonia de Punta Arenas",  e "Anales de la Sociedad Científica Argentina". Aqui organizou campanhas de estudos nas Ilhas Malvinas com aspectos do arquipélago, entre 1974 e 1979.

Promotor e autor de projetos de criação de parques e de reservas nacionais, publicados na "Revista Natura", Parque Nacional El Palmar em Colón (Entre Ríos), Parque Nacional Lihué Calel em La Pampa, e Reserva Natural Formosa. 
Desde 1989, se dedicou a escrever o "Índice dendrológico de la Flora Argentina", iniciado por Julio A. Castiglioni e Arturo Ragonese, para o "Índice de la flora leñosa argentina" de F.E.Devoto e M.Rothkugel, terminndo em 1993, estando inédito.
Foi Acadêmico Correspondente da Academia Nacional de Ciências de Buenos Aires, Membro Correspondente do Instituto Equatoriano de Ciências Naturais de Quito, e Acadêmico da Academia Nacional de Agronomia e Veterinaria da Argentina.